# District de Narmadapuram
Le district de Narmadapuram (hindi : होशंगाबाद जिला) est un district de l'état du Madhya Pradesh, en Inde,

## Géographie
Au recensement de 2011, sa population comptait 1 240 975 habitants.
Son chef-lieu est la ville de Narmadapuram.